# 21697 Mascharak
21697 Mascharak è un asteroide della fascia principale. Scoperto nel 1999, presenta un'orbita caratterizzata da un semiasse maggiore pari a 2,4323598 UA e da un'eccentricità di 0,1451547, inclinata di 6,50537° rispetto all'eclittica.